# Ciclón Errol
El ciclón tropical severo Errol fue un potente ciclón tropical que impactó la región de Kimberley, en Australia occidental, a mediados de abril de 2025, debido principalmente a su rápida intensificación de categoría 2 a categoría 5 en menos de 24 horas. Errol, la vigésimo tercera baja tropical, duodécimo ciclón tropical y octavo ciclón tropical severo de la temporada ciclónica de la región australiana de 2024-25, se originó como una baja tropical en el mar de Arafura, como resultado de la irrupción de una onda de Rossby ecuatorial.
Errol fue el último ciclón tropical en formarse o moverse hacia la región australiana desde el ciclón tropical Karim, que se formó el 7 de mayo de 2022. Errol fue el duodécimo ciclón tropical en formarse durante la temporada de ciclones de la región australiana de 2024-25, lo que la convierte en la temporada más activa desde la temporada 2005-06. Además de la primera temporada no por debajo del promedio desde 2018-19.

## Historia meteorológica
Una explosión activa de la onda ecuatorial de Rossby provocó la formación de una baja tropical en el mar de Arafura el 9 de abril. La baja presión, designada como 29U por la Bureau de Meteorología (BoM), se desplazó lentamente hacia el suroeste en el océano Índico oriental, mientras persistía la convección cerca de la circulación del sistema. La tormenta fluctuó de baja presión tropical a categoría 1 entre el 12 y el 14 de abril. A finales del 15 de abril, la Bureau de Meteorología (BoM) ascendió el sistema a categoría 1 y le asignó el nombre de Errol. Durante los dos días siguientes, Errol inició un período de intensificación explosiva; sus vientos sostenidos de un minuto aumentaron de 100 km/h (65 mph) a 260 km/h (160 mph) en 24 horas y de 120 km/h (75 mph) a 220 km/h (140 mph) en 12 horas. El Centro Conjunto de Advertencia de Tifones (JTWC) lo describió como una intensificación explosiva y extremadamente rápida. En 24 horas, la tormenta se intensificó rápidamente de un ciclón tropical severo de categoría 1 a categoría 5 en la escala australiana, y también de categoría 5 en la escala de huracanes de Saffir-Simpson (EHSS). 
A principios del 16 de abril, alcanzó su intensidad máxima como un ciclón tropical equivalente a la categoría 5 con vientos sostenidos de 1 minuto de 260 km/h (160 mph), según el Centro Conjunto de Advertencia de Tifones (JTWC) , mientras que el Bureau de Meteorología (BoM) estimó vientos sostenidos de 10 minutos de 205 km/h (125 mph) que lo convirtieron en un ciclón tropical severo de categoría 5, y mostró un ojo de agujero de alfiler. Originalmente, se estimó como un ciclón tropical severo de categoría 4 de alta gama con vientos máximos de 185 km/h (115 mph) debido a las limitaciones de la técnica Dvorak. Sin embargo, algunos informes y publicaciones indicaron que la tormenta alcanzó brevemente la fuerza de categoría 5, convirtiéndose en el ciclón más fuerte del mes. Más tarde, el 16 de abril, Errol experimentó un rápido ciclo de reemplazo de la pared del ojo y comenzó a virar hacia el sur hacia la costa de Kimberley. El 17 de abril, cuando Errol realizó un giro brusco hacia el sureste, la cizalladura del viento aumentó rápidamente a 50 nudos, lo que provocó que Errol se debilitara rápidamente al tocar tierra al sur de la bahía de Kuri el 18 de abril como una baja tropical.  Después de tocar tierra, el Bureau de Meteorología (BoM) suspendió las advertencias sobre el sistema porque estaba por debajo de los criterios de advertencia.

## Preparativos e impacto
El 13 de abril, el Bureau de Meteorología (BoM) emitió una alerta de ciclón tropical para la región de Kimberley con vientos huracanados y posibles lluvias intensas. Se predijo que el ciclón tropical Errol tocaría tierra como un ciclón de categoría 1 o baja tropical. Errol fue el duodécimo ciclón tropical de la temporada de 2024-25 de la región australiana y el octavo ciclón tropical severo. Fue el cuarto ciclón tropical que tocó tierra, el más reciente en tocar tierra firme desde el ciclón tropical Quang del 1 de mayo de 2015. Errol fue un pequeño ciclón tropical que trajo fuertes lluvias a la costa norte de Kimberley, incluidos Derby y Kalumburu, el 18 y 19 de abril. Se sintieron fuertes lluvias en partes de la costa norte de Kimberley, con 69 mm registrados en la isla Koolan en las 24 horas previas a las 9 a. m. del 18 de abril. La tormenta cruzó la isla Adele en las horas previas a cruzar la costa continental. La estación meteorológica registró una ráfaga de viento máxima de hasta 102 km/h. Kalumburu recibió 160,8 mm de lluvia en las 24 horas previas a las 9 a. m. del 19 de abril. Errol es el ciclón tropical más reciente en formarse o moverse hacia la región australiana desde el ciclón Karim, que se formó el 7 de mayo de 2022. Sin embargo, hasta mayo de 2025, no se reportaron daños importantes, ya que los impactos fueron limitados debido al pequeño tamaño del ciclón y la ubicación remota de su llegada a tierra.